# Cmentarz wojenny w Białej Podlaskiej przy ulicy Warszawskiej
Cmentarz wojenny w Białej Podlaskiej przy ulicy Warszawskiej – nieistniejący cmentarz z I wojny światowej znajdujący się w Białej Podlaskiej w województwie lubelskim.
Znajdował się w rejonie ulic Warszawskiej i Spółdzielczej, na terenie należącym dawniej do szpitala św. Karola Boromeusza.
Jedynym trwałym śladem po cmentarzu jest głaz polny z dawnego pomnika, na którym wyryto wiersz Theodora Körnera „Kriegsgedanken” (Myśli o wojnie):

Wer mutig für sein Vaterland gefallen,

Der baut sich selbst ein ewig Monument

Im treuen Herzen seiner Landesbrüder,

Und dies Gebäude stürzt kein Stumwind nieder.

(Kto bohatersko za ojczyznę poległ, sobie wieczny pomnik w sercach współbraci buduje, a tej budowli żadna wichura nie powali). 

Obecnie głaz ten upamiętnia 25. rocznicę powstania „Solidarności”.